# Franc Tavčar
Franc Tavčar (partizansko ime Rok), slovenski partizan, politični komisar, narodni heroj in generalpolkovnik JLA, * 6. marec 1920, Stare Jarše, † 21. januar 2002, Ljubljana.

## Življenjepis
Tavčar je osnovno šolo in realko (1931–1939) obiskoval v Ljubljani, med služenjem kadrovskega roka je bil v šoli za rezervne oficirje. Študij na tehniški fakulteti mu je onemogočila okupacija 1941. Po nemški okupaciji 1941 se je vključil v OF in deloval pri VOS. Od januarja 1942 je bil v partizanih kjer je opravljal številne funkcije, med drugim je bil namestnik političnega komisarja bataljona v Tomšičevi brigadi, politični komisar Gradnikove brigade, načelnik zaledja pri glavnem štabu NOV in POS, namestnik komandanta 7. korpusa, pmočnik načelnika glavnega štaba NOV in POS in načelnik štaba 1. slovenske divizije narodne obrambe. Po vojni je bil med drugim komandant 1. divizije Knoja (1946) in komandant Ljubljanskega armadnega območja (1972–1980).
Kot odposlanec se je udeležil Zbora odposlancev slovenskega naroda v Kočevju. Za narodnega heroja Jugoslavije je bil proglašen 27. novembra 1953.

## Odlikovanja
Za izredno požrtvovalnost v boju, za izpričana junaštva in za zasluge v NOB je bil večkrat odlikovan in je  med drugim prejel:
- partizansko spomenico
- red za hrabrost (1946)
- red bratstva in enotnosti z zlatim vencem (1946)
- red zaslug za ljudstvo z zlato zvezdo (1948)
- red narodnega heroja (1953)
- red za vojne zasluge z veliko zvezdo (1953)
- red ljudske armade z zlato zvezdo (1960)
- red ljudske armade z lovorjevim vencem (1969)
- red jugoslovanske zvezde z lento (1975)